# La Délivrande
La Délivrande est une ancienne commune française du département du Calvados. Elle n'a connu qu'une brève existence : avant 1794, la commune est supprimée et rattachée à Luc.

## Toponymie
L'ancien nom, aurait été Yvrande ; Notre-Dame d'Yvrande ; Notre-Dame de l'Yvrande ; Notre-Dame de Delle-Yvrande, et enfin Notre-Dame de la Délivrande, fondée par saint Regnobert. La Délivrande est au milieu de l'ancien diocèse de Bayeux. 
La Délivrande serait un Ingrande. Selon une tradition locale assez répandue, son nom serait constitué du substantif d'origine scandinave delle qui désigne une pièce de terre ou butte et du toponyme gaulois Ivrande pour « un lieu où il y a de l'eau », toponyme de création tardive, très fréquent en Gaules, *Equo-randa « juste frontière » qui a fini
par donner des lieux-dits l’Hirondelle ou La Délivrande, terme indiquant la limite entre les peuples gaulois Baiocasses et Viducasses. On peut maintenant prononcer que la Délivrande était un point de cette frontière. On peut remarquer que le village se trouve sur le parcours d'une voie ancienne, reconnaissable sur les cartes de la Guerre et de l'Intérieur et indiquée par Auguste Longnon dans son Atlas historique (carte n°II). Il est à l'intersection de cette voie et d'un cours d'eau, le ruisseau de Luc ; c'est sans doute ce ruisseau qui séparait ici les deux cités de Douvres et de La Délivrande.

## Histoire
La Délivrande, ancienne commune française n'a connu qu'une brève existence : avant 1794, la commune est supprimée et rattachée à Luc. En 1839, le hameau de La Délivrande est transféré à la commune de Douvres, qui prendra en 1961 le nom de Douvres-la-Délivrande. Aujourd'hui un hameau où se dresse la chapelle Notre-Dame-de-la-Délivrande, fondée, dit-on, par saint Regnobert, au VIIe siècle et détruite au IXe siècle par les Vikings, puis reconstruite en 1050 par Baudouin, seigneur de Reviers. Elle est devenue un lieu célèbre de pèlerinage.
La Délivrande est au milieu de l'ancien diocèse de Bayeux. Ce diocèse représente à lui seul deux cités de la Gaule romaine et deux anciens peuples gaulois, les Baiocasses, dont la capitale était à Bayeux, et les Viducasses, dont la capitale était à Vieux.
En 1839, le hameau de La Délivrande est transféré à la commune de Douvres, qui prendra en 1961 le nom de Douvres-la-Délivrande.

## Source
- Des villages de Cassini aux communes d'aujourd'hui, « Notice communale : La Délivrande », sur ehess.fr, École des hautes études en sciences sociales.